# Port lotniczy Yonago Kitaro
Port Lotniczy Yonago Kitaro (IATA: YGJ, ICAO: RJOH) – port lotniczy w prefekturze Tottori, w Japonii. Administracyjnie jest usytuowany na terenie dwóch miast: Yonago i Sakaiminato. 
Lotnisko znajduje się w zachodniej części prefektury, tuż przy granicy z prefekturą Shimane. Nosi nazwę Yonago Kitaro Airport (Yonago Kitarō Kūkō), którą mu nadano w 2010 roku, honorując mangakę Shigeru Mizuki (1922–2015), twórcę mangi zatytułowanej „GeGeGe no Kitarō”. Autor ten spędził dzieciństwo w Sakaiminato. 
Lotnisko jest jednocześnie bazą Japońskich Sił Samoobrony (Jieitai).
Prefektura Tottori dysponuje drugim lotniskiem, które jest usytuowane w mieście Tottori, pomiędzy wybrzeżem Morza Japońskiego, rzeką Sendai i jeziorem Koyama. Nosi ono nazwę Tottori Sand Dunes Conan Airport (Tottori Sakyu Conan Airport, Tottori Sakyū Konan Kūkō). Nazwa została utworzona po renowacji obiektu w 2015 roku. Uhonorowano nią, urodzonego w Tottori, mangakę Gōshō Aoyamę (ur. 1963), twórcę mangi pt. „Detektyw Conan” oraz uwypuklono atrakcję turystyczną w postaci wielkich wydm (sakyū), z których słynie prefektura.

## Galeria

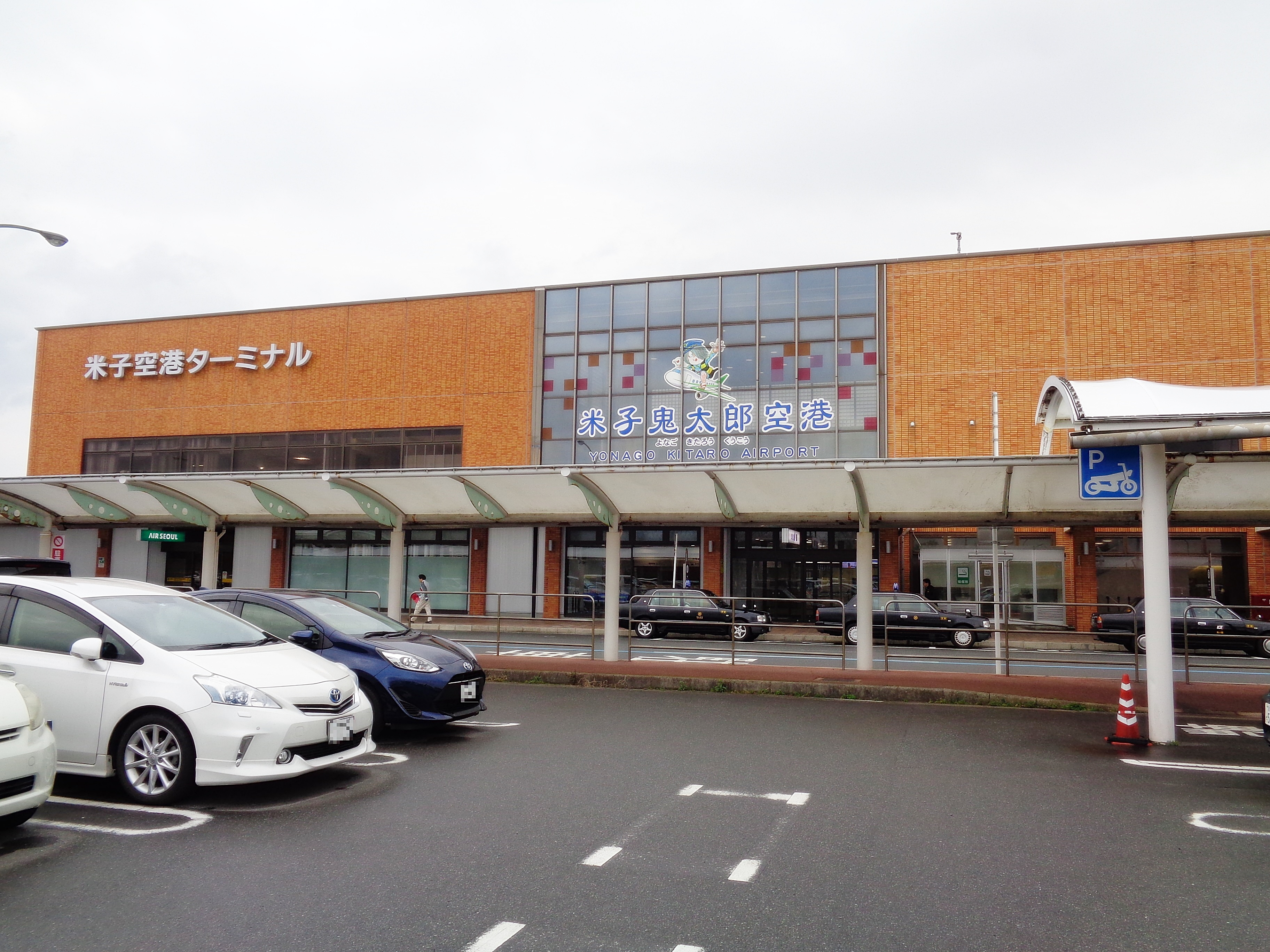
Wejście do głównego budynku portu (2020)
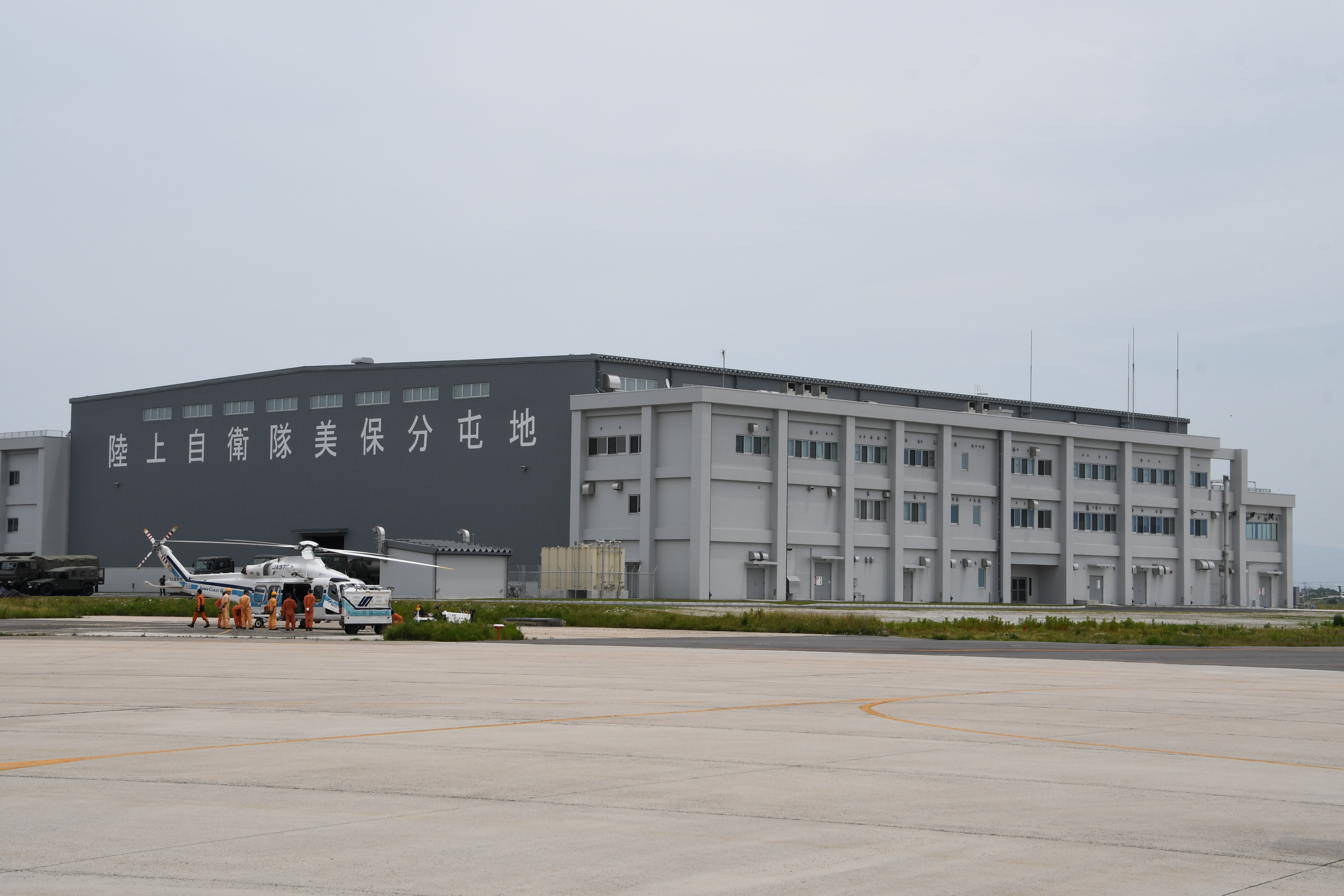
Hangar Sił Samoobrony (2018)